# عبد الإله الخطيب
عبد الإله محمد الخطيب (1953) وزير خارجية الأردن السابق. في 11 مارس من عام 2011 تم تعيينة كمبعوث خاص للأم المتحدة إلى ليبيا.

## حياتة الشخصية
الخطيب حاصل على درجة البكالوريوس في العلوم السياسية من جامعة العلوم السياسية في اثينا، وشهادة الماجستير في الإقتصاد الدولي من جامعة جونز هوبكنز للدراسات الدولية المتقدمة، وشهادة الماجستير في الاتصالات الدولية من الجامعة الأمريكية في واشنطن. 

## حياتة المهنية
- رئيس المجلس الاقتصادي والاجتماعي 2009-2010.
- دبلوماسي في وزارة الخارجية والسفارة الأردنية في واشنطن.
- مدير المكتب الخاص/ وزارة الخارجية .
- منسق للفرق الأردنية المشاركة في مفاوضات السلام الثنائية والمتعددة التي انبثقت عن مؤتمر مدريد للسلام.
- مدير عام شركة الضمان للاستثمار.
- رئيس الهيئة المستقلة للانتخاب 2012.
- يرأس حالياً مجلس إدارة شركة لافارج الاسمنت الأردنية .
- المدير العام لشركة لافارج الاسمنت الأردنية خلال العام 1996-1998.
- يرأس حالياً الهيئة الإدارية للجمعية الملكية لحماية الطبيعة
- عضو في مجلس أمناء مؤسسة الملك حسين
- عضو في مجلس الأمناء في مركز الحسين للسرطان
- عضو مجلس الأمناء في المركز الأمريكي/ الدراسات الشرقية .
- المبعوث الخاص للأمم المتحدة إلى ليبيا6/3/2011.
- عضو في مجلس إدارة البنك المركزي الأردني.
- عضو مجلس الأعيان الرابع والعشرون.
- عضو مجلس الأعيان السادس والعشرون.